# فنلاند در جنگ جهانی دوم

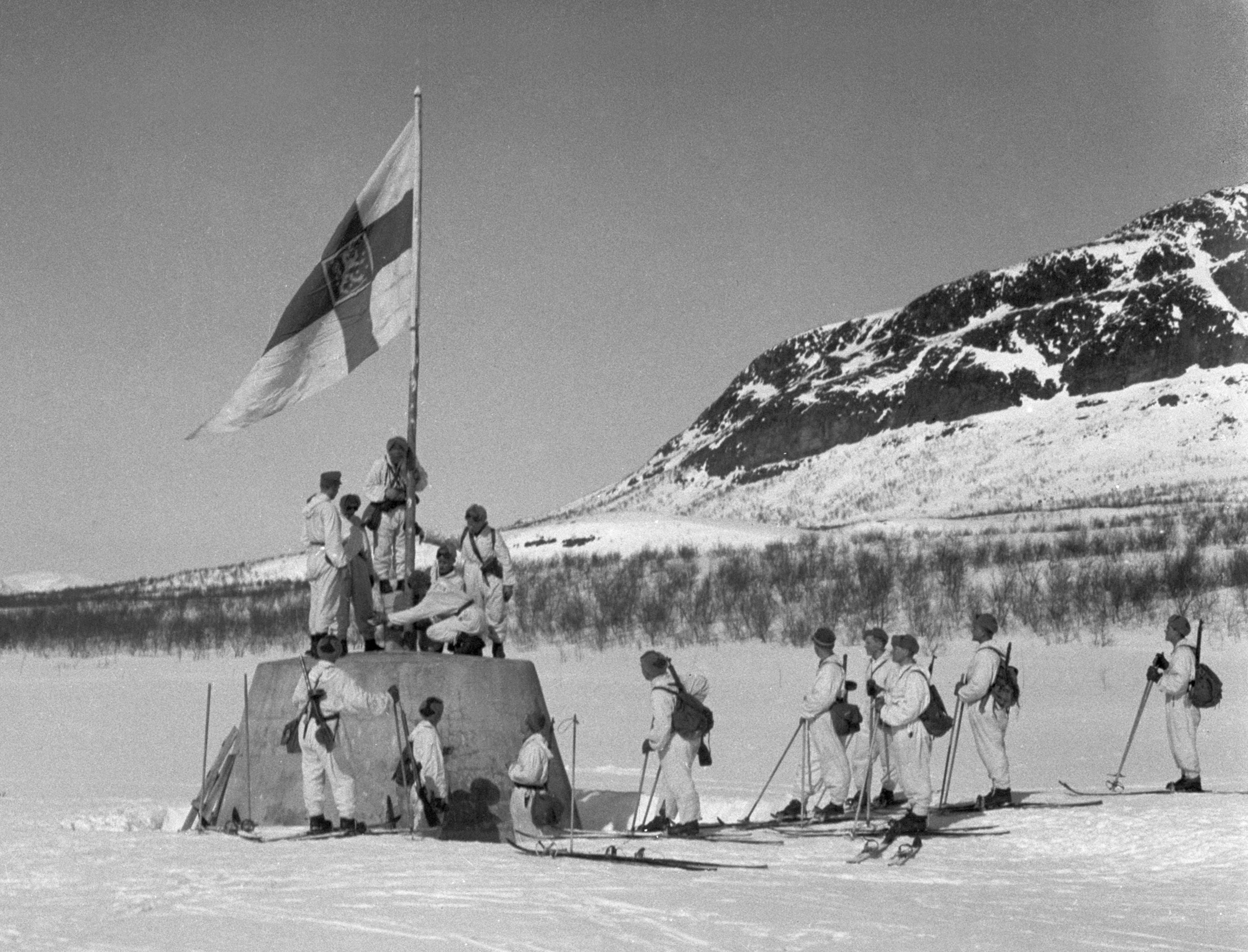
اهتزاز پرچم فنلاند توسط سربازان فنلاندی در ۲۷ آوریل ۱۹۴۵ در تل‌سنگ سه-کشور در پایان جنگ جهانی دوم.

فنلاند در جنگ جهانی دوم ابتدا در یک جنگ تدافعی علیه اتحاد جماهیر شوروی شرکت کرد و پس از آن نبرد دیگری علیه اتحاد جماهیر شوروی در هماهنگی با آلمان نازی داشت و سپس در نهایت در کنار متفقین علیه آلمان جنگید.
اولین دو درگیری اصلی که فنلاند مستقیماً در آن شرکت داشت، جنگ زمستان در برابر تهاجم اتحاد جماهیر شوروی در سال ۱۹۳۹، و به دنبال آن جنگ مستمر تهاجمی، همراه با آلمان و دیگر نیروهای محور علیه شوروی، در سال‌های ۱۹۴۱–۱۹۴۴ بود. سومین درگیری، جنگ لاپلند علیه آلمان در ۱۹۴۴–۱۹۴۵، پس از امضای آتش‌بس مسکو با نیروهای متفقین بود که اخراج نیروهای آلمان نازی از قلمرو فنلاند را شرط می‌کرد.
در پایان جنگ، فنلاند یک کشور مستقل باقی ماند اما مجبور شد نزدیک به ۱۰٪ از قلمرو خود  از جمله ویبورگ (دومین شهر بزرگ فنلاند) را واگذار کند.

## پس از جنگ
جنگ آسیب زیادی به زیرساخت‌ها و اقتصاد فنلاند وارد کرد. از پاییز ۱۹۴۴، ارتش و نیروی دریایی فنلاند بسیاری از عملیات پاکسازی مین را به ویژه در کارلیا، لاپلند و خلیج فنلاند انجام دادند. فعالیت‌های پاکسازی مین‌های دریایی تا سال ۱۹۵۰ ادامه داشت. مین‌ها تلفات نظامی و غیرنظامی زیادی به ویژه در لاپلند به بار آورد.
به عنوان بخشی از معاهدات صلح پاریس، ۱۹۴۷، فنلاند به عنوان متحد آلمان نازی طبقه‌بندی شد و مسئولیت این جنگ را بر عهده داشت. این معاهده غرامت‌های جنگی سنگینی را بر فنلاند تحمیل کرد و اجاره منطقه پورکالا در نزدیکی هلسینکی پایتخت فنلاند را به‌عنوان یک پایگاه نظامی برای پنجاه سال مقرر کرد. در ابتدا تصور می‌شد که غرامت‌ها برای اقتصاد فلج کننده است، اما تلاش جدی برای پرداخت آن انجام شد. این غرامت در سال ۱۹۴۸ توسط اتحاد جماهیر شوروی ۲۵ درصد کاهش یافت و در سال ۱۹۵۲ پرداخت شد. شبه جزیره پورکالا در سال ۱۹۵۶ به فنلاند بازگردانده شد.
در سالهای بعد موقعیت فنلاند در جنگ سرد منحصر به فرد بود. این کشور به شدت تحت تأثیر اتحاد جماهیر شوروی قرار داشت، اما تنها کشوری بود که در مرز شوروی قبل از جنگ جهانی دوم قرار داشت که دموکراسی و اقتصاد بازار را حفظ کرد. فنلاند قرارداد دوستی، همکاری و کمک متقابل را با اتحاد جماهیر شوروی منعقد کرد که در آن اتحاد جماهیر شوروی با وضعیت بی‌طرف فنلاند موافقت کرد. خرید تسلیحات تا زمان سقوط اتحاد جماهیر شوروی بین شرق و غرب متعادل بود.

## دیدگاه
رئیس‌جمهور فنلاند، تاریا هالونن، در سال ۲۰۰۵، گفت: «جنگ جهانی برای ما به معنای یک جنگ جداگانه علیه اتحاد جماهیر شوروی بود و ما هیچ قدردانی نسبت به دیگران نداشتیم». مائونو کویویستو، رئیس‌جمهور فنلاند نیز در سال ۱۹۹۳ نظرات مشابهی را بیان کرده بود. با این حال، این دیدگاه که فنلاند تنها در طول جنگ جهانی دوم به‌طور جداگانه جنگید، در داخل فنلاند بحث‌برانگیز است و به‌طور کلی در خارج از فنلاند نیز پذیرفته نشده‌است. در یک نظرسنجی در سال ۲۰۰۸ از ۲۸ مورخ فنلاندی که توسط هلسینگین سانمات انجام شد، ۱۶ نفر گفتند که فنلاند متحد آلمان نازی بوده‌است، شش نفر گفتند که اینطور نبوده‌است و شش نفر نیز موضعی اتخاذ نکرده‌اند.